# Froggattimyia fergusoni
Froggattimyia fergusoni är en tvåvingeart som beskrevs av Malloch 1934. Froggattimyia fergusoni ingår i släktet Froggattimyia och familjen parasitflugor. Inga underarter finns listade i Catalogue of Life.